# Tillandsia propagulifera
Tillandsia propagulifera là một loài thực vật có hoa trong họ Bromeliaceae. Loài này được Rauh miêu tả khoa học đầu tiên năm 1973.

## Hình ảnh

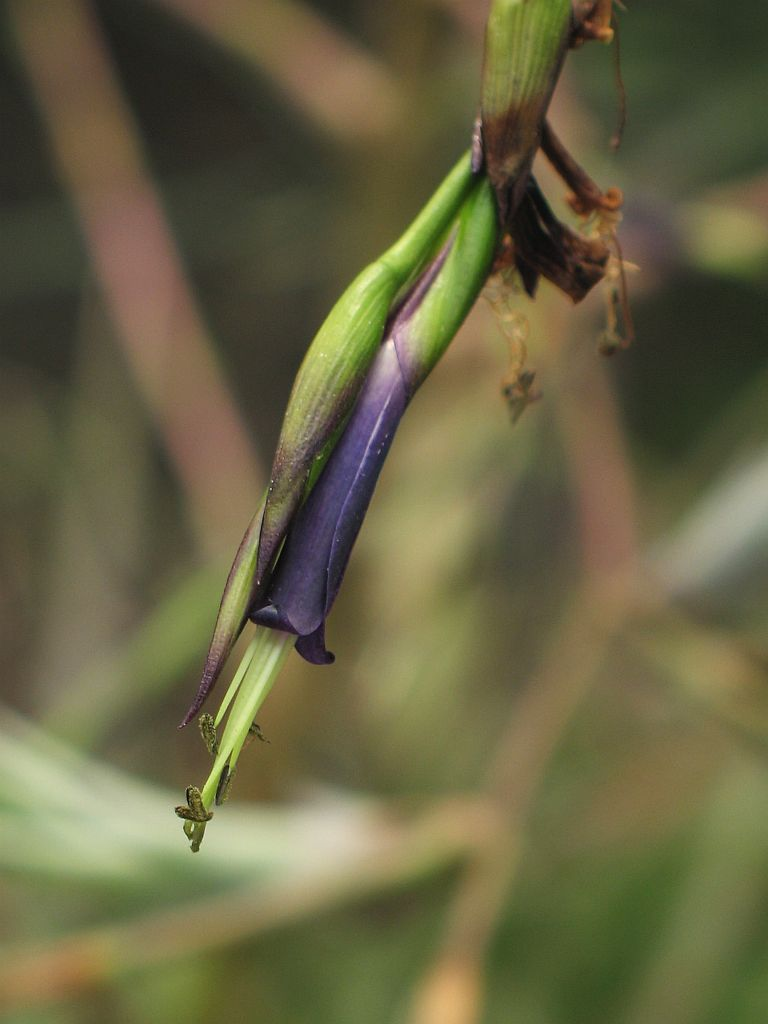
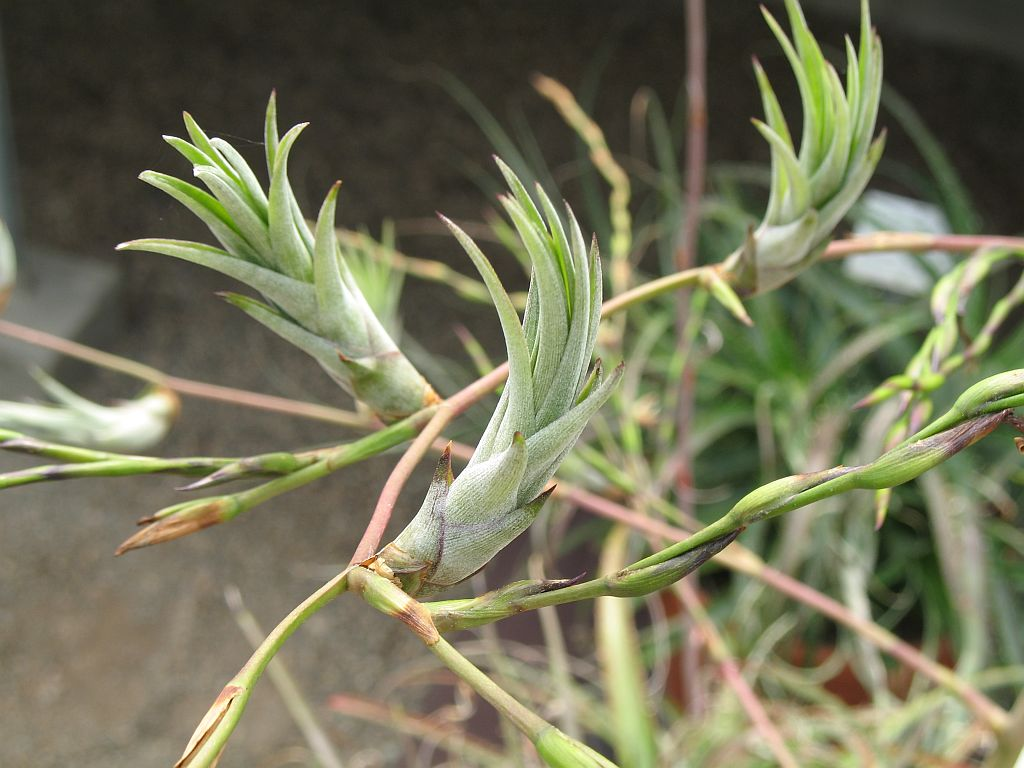
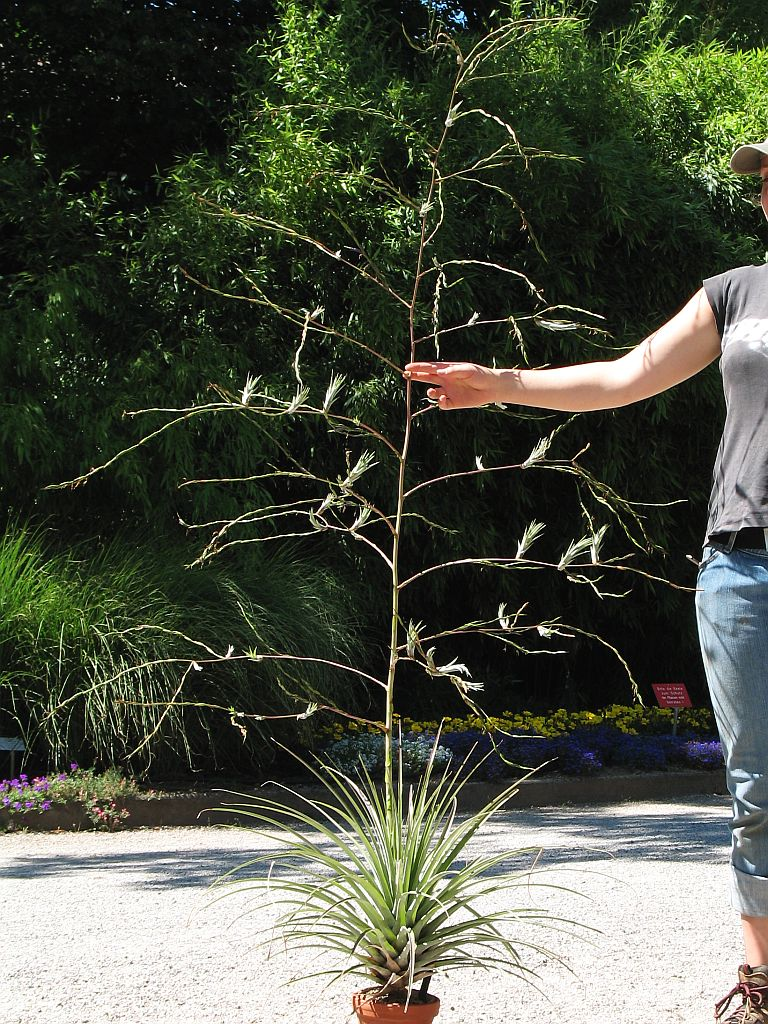